# Brachydontium pseudodonnianum
Brachydontium pseudodonnianum là một loài rêu trong họ Seligeriaceae. Loài này được (Tad. Suzuki & Z. Iwats.) Tad. Suzuki & Z. Iwats. mô tả khoa học đầu tiên năm 2006.